# Beatrice Omwanza
Beatrice Omwanza (* 24. Februar 1974) ist eine ehemalige kenianische Langstreckenläuferin, die sich auf den Marathon spezialisiert hatte.

## Werdegang

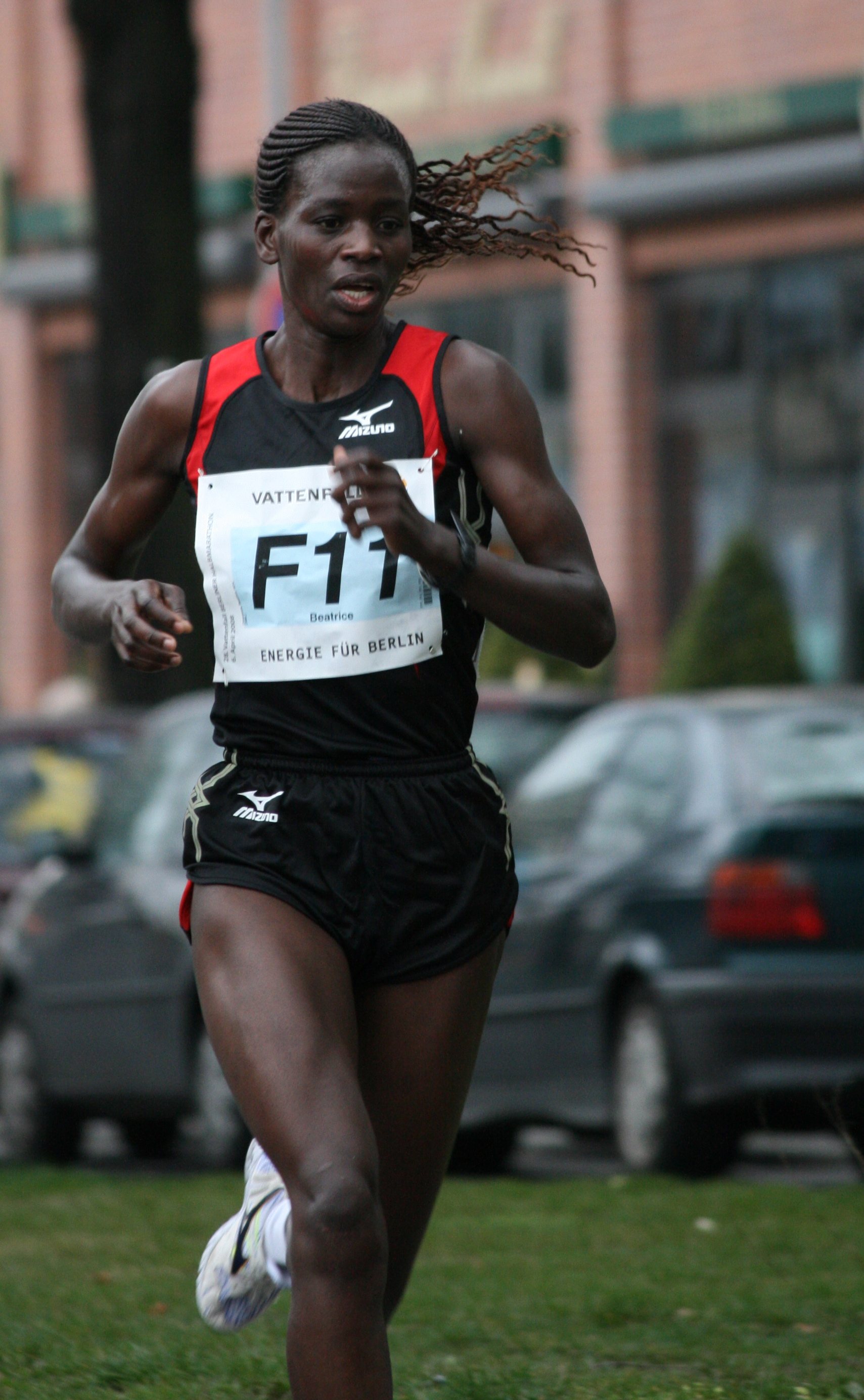
Beatrice Omwanza beim Berliner Halbmarathon 2008

1999 wurde sie bei der Crosslauf-Weltmeisterschaft Sechste auf der Kurzstrecke. 2003 gewann sie den Paris-Marathon in 2:27:44 h. Ein Jahr später wurde sie Dritte beim Ruhrmarathon und stellte beim Berlin-Marathon 2004 als Vierte mit 2:27:19 h ihre persönliche Bestzeit auf.
Beim Marathon der Leichtathletik-Weltmeisterschaften 2005 in Helsinki belegte sie den 29. Platz, nachdem sie zuvor in diesem Jahr den Turin-Marathon gewonnen hatte. 2006 wurde sie Dritte beim Madrid-Marathon.
2007 gewann sie beim Paderborner Osterlauf zum zweiten Mal nach 2005 auf der Halbmarathon-Strecke und stellte dabei mit 1:11:15 h einen persönlichen Rekord auf. Nach einem dritten Platz beim Hamburg-Marathon gelang ihr ein Sieg bei der Premiere des Kassel-Marathons. 
Beim Berliner Halbmarathon 2008 wurde sie Sechste mit einer Zeit von 1:12:40 h. Im selben Jahr belegte sie mit 2:37:36 h den dritten Platz beim Vienna City Marathon und konnte den Sieg beim Kassel-Marathon verteidigen.

In diesem Jahr beendete sie ihre Wettkampflaufbahn.